# بلاط (مركز)
مركز بلاط، مركز إداري مصري. يقع في محافظة الوادي الجديد الواقعة في جمهورية مصر العربية. القاعدة الإدارية للمركز هي مدينة بلاط.